# Дана Брук
Ешлі Мей Себера (англ. Ashley Mae Sebera, нар. 29 листопада 1988, Севен Гіллз, Огайо, США) — відома американська реслерка. Нині має угоду з WWE, за якою виступає на RAW з ім'ям Дана Брук.

## Біографія

### Фітнес
Крім короткого перебування як водолаза, Себера брала участь в гімнастиці протягом 18 років. Зазнавши численні травми, в тому числі порушення обидві її щиколотки, Себера відмовилая від гімнастики і замість цього зайнялася фітнес-бікіні та бодібілдингом. Між 2011 і 2012 роками Себера провела кілька чемпіонатів в рамках Національного комітету фізкультури (NPC), до отримання Міжнародної федерації бодібілдингу і фітнесу (IFBB) про карти в 2012 році вона поставила 12-е місце в 2013 році Європейський Arnold Classic, і поставила 13-е місце в 2015 році видання спортивного фестивалю Арнольда в Колумбусі, штат Огайо.

### Кар'єра в реслінґу

#### WWE

##### NXT (2013-2016)

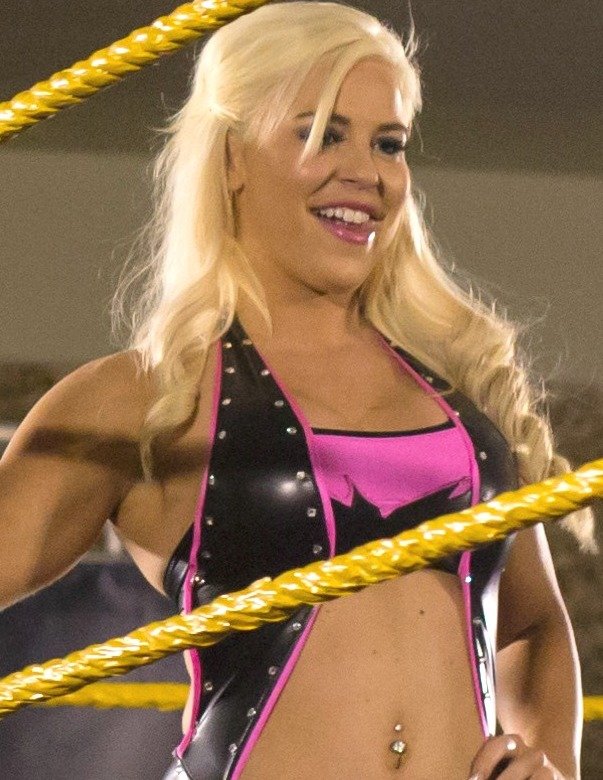
Брук в грудні 2014

Брук виконує свій підпис позу в березні 2015 року
Sebera був підписаний реслінгу в червні 2013 року і був призначений їх розвитку території NXT, де вона отримала назву кільця Дана Брука. Вона зробила її перша поява телебачення на NXT Takeover: Fatal подія 4-Way 11 вересня 2014 року в закулісної сегменті з Тайлером Breeze. Через тиждень, 18 вересня, вона зробила її в кільце дебют на живому турнірі NXT, об'єднавшись з Бейлі в втрати Alexa Bliss і Саша банків.
Після серії вступних віньєтками, Брук зробив її по телебаченню дебют на 15 квітня 2015 епізоді NXT, встановлюючи себе як лиходійка і перемогли сині штани. На 29 квітня епізоді NXT, Брук переміг Бейлі після відволікання наданої Емма. Брук і Емма потім утворили союз, і на 7 травня епізоді NXT, Брук в супроводі Емма її матч проти Бейлі, який вона і Емма напала після матчу, перед тим Шарлотта з'явилася, щоб врятувати її, однак, вона також зазнала нападу з боку як Емма і Брук, і це призвело до матчу команди бирки на NXT Takeover: Unstoppable, який вони втратили. 26 серпня епізод NXT (який був записаний на TAKEOVER NXT: Brooklyn подія), Брук змагалися в фатальною чотиристороннього матчу з Еммою, Шарлотта, і Беккі Lynch, який виграв Емма.
У вересні, Брук і Емма почав ворожнечу з дебютував Asuka, яка привела до матчу між Брука і Asuka на NXT ЗАХОПЛЕННЯ: Респект, який втратив Брука. Незважаючи на втрати, Брук і Емма продовжувала провокувати Аска, включаючи напад запланованого двох, яке сталося 25 листопада епізоді NXT, в результаті чого в матчі між Еммою і Аска NXT Takeover: London 16 грудня, що Емма втратила, незважаючи на перешкоди від Брука.

##### RAW (2016- нині)
9 травня 2016 року в епізоді Raw, Дана Брук дебютувала, коли вона і Емма напали на Беккі Лінч під час інтерв'ю за лаштунками.
12 травня на SmackDown, Брук перемогла Беккі після втручання Емми. Після того як Емма отримала травму на домашньому шоу їх дружба закінчилася.
22 травня на шоу Extreme Rules, Дана (була одягнена в костюм Ріка Флера) втрутилася в матч за жіночий титул між Шарлоттю і Наталією, тим самим допомігши Шарлотті зберегти титул. Наступної ночі на Raw, Дана зробила Терн з Шарлоттою, що повернулася до батька Ріка Флера.
19 червня на Money in the Bank, Дана разом з Шарлоттою об'єдналися щоб перемогти Наталью та Беккі Лінч.
19 липня Дана була переведена під час драфту на Raw.
24 липня на Battleground Дана разом з Шарлоттою програли Саші Бенкс та дебютантці Бейлі.
3 жовтня під час випуску Raw, Дана зайшла за лаштунки та була викрадена. Наступного тижня на Raw Дана атакувала Бейлі після матчу.
17 жовтня Дана отримала перемогу над Бейлі, але програла їй в поєдинку Hell in a Cell 30 жовтня.
13 березня на епізоді RAW Дана програла Саші Бенкс, а згодом Шарлота її обманула.
3 квітня Дана об'єдналася з Бейлі та Бенкс для перемоги над Шарлотою та Нією Джекс.
13 листопада Raw втратила матч проти Бейлі після того, як побилася з  Асукою, тим самим не став п'ятим членом команди Raw на Survivor Series.
20 листопада Дана програла Асукі. Наступного тижня на RAW відбувся реванш де Дана програла утриманням здавшись через 3 секунди, що стало найшвидшою перемогою в жіночому матчі за чемпіонство WWE.

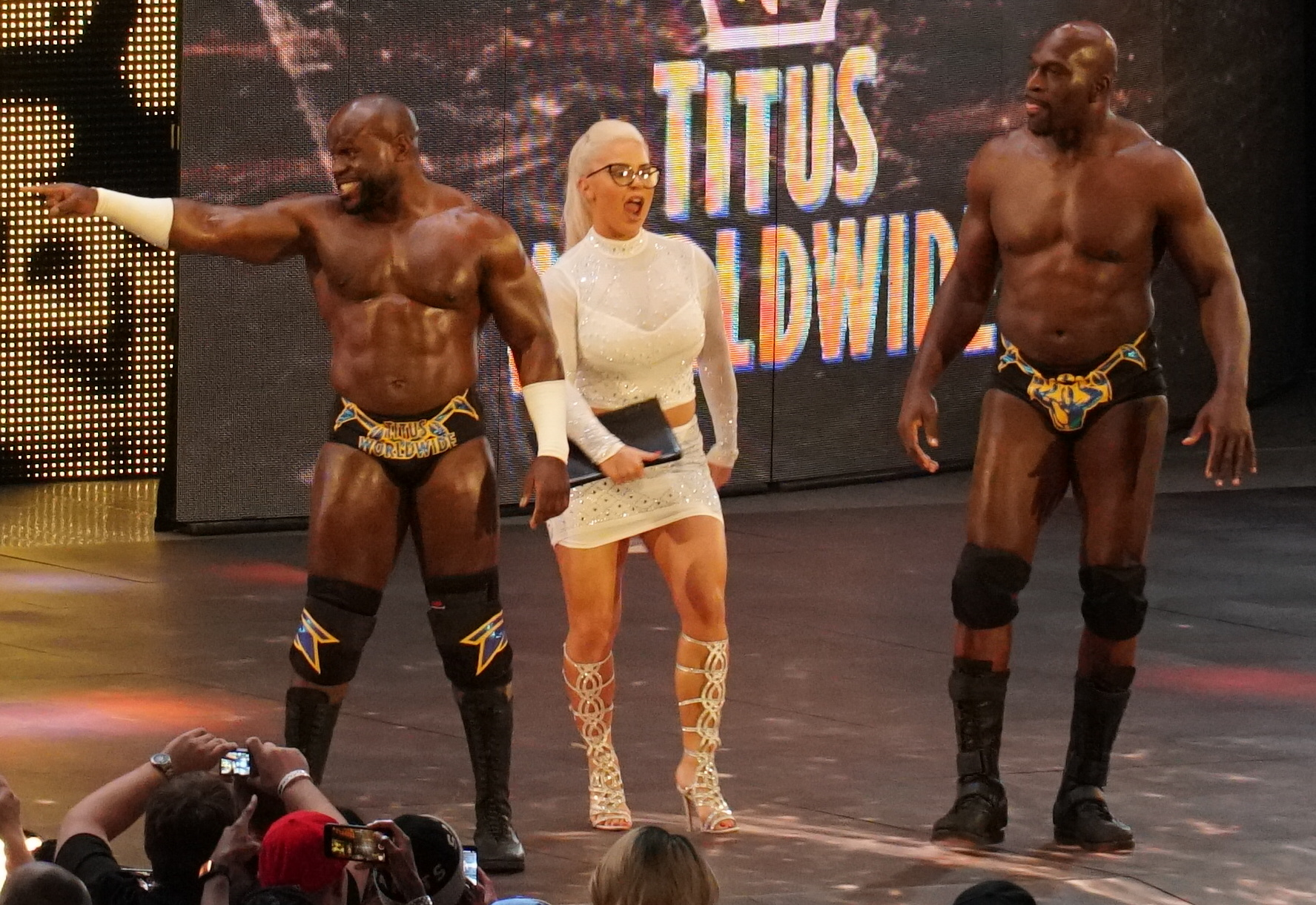
Дана Брук разом з Titus Worldwide Аполо Крюс (ліворуч) і Тайтус О'Ніл (праворуч) у квітні 2018 року

Після програшу Асукі, Аполло Крюс та Тайтус О'Ніл запропонували Дані приєднатися до фракції "Titus Worldwide", яку вона прийняла.
1 січня 2018 на шоу RAW Дана супроводжувала формування на матч проти Брея Ваятта, який команда програла.
28 січня на Royal Rumble Дана Брук вийшла під 8-м номером у першому жіночому Royal Rumble матчі; вона викинула Кайрі Сане перед тим як її викинула Торрі Вілсон.
8 квітня на пре-шоу Реслманія 34 змагалася в Королівській битві та була викинута Менді Роуз.
3 вересня на RAW Дана об'єдналася з Ембер Мун проти Саші Бенкс та Бейлі. Відволікання, викликане Крюсом та О'Нілом, призвело до того, що Дана програла матч і незабаром залишила Titus Worldwide.
7 березня 2019 Дана Брукс зчепилася з Рондою Роуз, жіночою чемпіонкою WWE, через неповагу до реслінгу та кинула її виклик на матч за титул. 
Роуз прийняла виклик та наступного тижня перемогла Дану за короткий час.
На Реслманії 35, змагаючись в Королівській битві, Дана встигла викинути Рабі Райот і Лів Морган меред тим як її викинула Соня Девіль.
15 квітня на мейн евенті в одиночному матчі, Дана перемогла Таміну Снуку.
- Фінішер
  - Samoan driver
- Signature moves
  - Bodyscissors

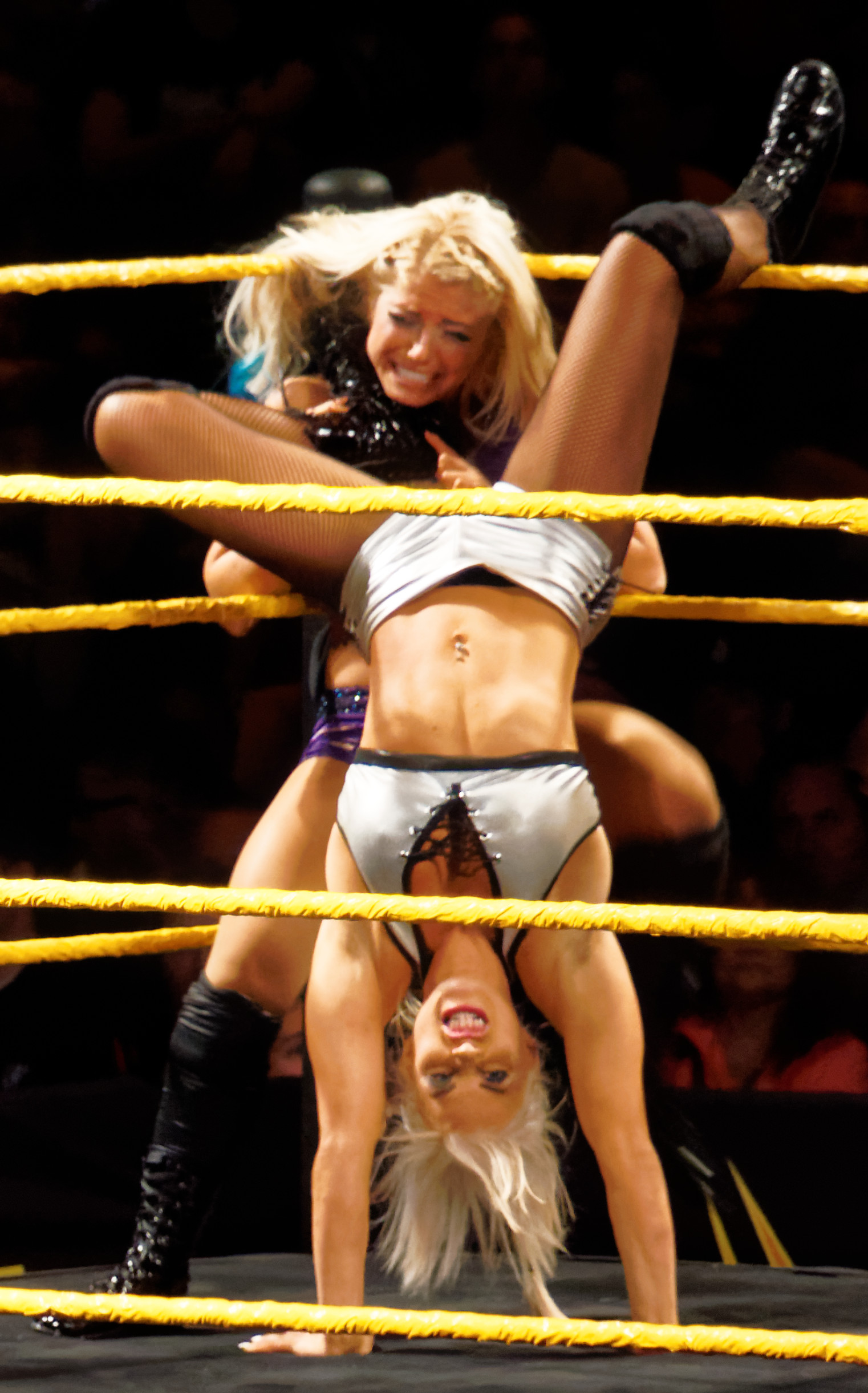
Брук (на передньому плані) виконує прийом на Алексі Блісс

  - Clothesline, to an oncoming opponent
  - Enzuigiri
  - Fireman's carry slam
  - Handstand corner foot choke
  - Handstand elbow drop
  - Kneeling jawbreaker
  - Modified bow and arrow stretch
  - Rounding splash
- Музика
  - "Respectful" від CFO$ (NXT / WWE, 15 квітня 2015 року з даний час)
  - "Chemical Mind" by Jason Davis (NXT, 27 травня 2015 року - 22 липня 2015 року; використовується, супроводжуючи Емма)
  - "Real Deal" by CFO$ ($ NXT / WWE, 22 липня 2015 р - 12 травня 2016 року; використовується, будучи в супроводі Еммі)
  - "Recognition" by CFO$ (WWE, 23 травня 2016 року по теперішній час; використовується в той час як агрегування і супроводжує Charlotte)

## Чемпіонство та досягнення

### Бодібілдинг
- Містер Олімпія
  - Female Image Award (2017)[27]

### Професійний реслінг
- Pro Wrestling Illustrated
  - 26 місце в топ-50 реслерок у PWI Female 50 (2016)[28]